# Johannes Minckwitz
Johannes Minckwitz (* 11. April 1843 in Leipzig; † 20. Mai 1901 in Biebrich) war ein deutscher Schachmeister, -komponist und -publizist.

## Leben
Minckwitz war ein Sohn des Schriftstellers und Philologen Johannes Minckwitz. Sein Vater bestimmte für ihn eine kaufmännische Laufbahn, was für ihn aber später zur Qual wurde. Mit 15 Jahren trat er in eine Großhandlung ein, wurde später Bankbuchhalter und Bevollmächtigter, dann Leiter eines industriellen Etablissements. Vorübergehend war er selbständiger Kaufmann, dann wandte er sich dem Beruf eines Schriftstellers und Dichters zu. Seine eigentliche Leidenschaft galt dem Schach. Den ersten Schachunterricht erhielt er von seinem Vater, weitere Anregung dazu durch Graf Woldemar Vitzthum von Eckstädt, Otto Wigand, Hermann Hirschbach und die Illustrirte Zeitung.
Bereits 1863 erschienen die ersten Schachaufgaben des Meisters. in der Folgezeit erhielt er für seine Kompositionen zahlreiche Auszeichnungen. Auch trat er um diese Zeit als Schachspieler in Erscheinung. Beim Turnier des Westdeutschen Schachbundes in Barmen 1869 wurde er Zweiter hinter Adolf Anderssen. In Krefeld 1871 wurde er Dritter hinter Louis Paulsen und Adolf Anderssen. Im Jahr 1880 gewann er gemeinsam mit Adolf Schwarz und Miksa Weiß in Graz. Adolf Schwarz unterlag er zuvor (1878) in einem Wettkampf in Frankfurt am Main mit 4:5 (+2 =4 −3).
In den Jahren 1865 bis 1876 und von 1879 bis 1886 war Minckwitz Herausgeber der Deutschen Schachzeitung, daneben ein fleißiger Autor von Schachbüchern.
Etwa um 1883 machte sich eine geistige Erkrankung bemerkbar. Er wurde ehrsüchtig, versuchte Gutsbesitzer zu werden und sich selbst zu adeln. In der Öffentlichkeit brachte er den bereits von seinem Vater behaupteten Zusammenhang mit der gleichnamigen sächsischen Adelsfamilie durch Annahme des Prädikats von erregt zur Geltung. Später wurde Minckwitz in eine Nervenheilanstalt überführt. Ab 1894 ließ man ihn bei Schachturnieren nicht mehr zu, schriftstellerisch war er aber noch lange weiter tätig. In Not geraten, wurde er 1901 von einer Straßenbahn überfahren – die Umstände ließen eine Selbstmordabsicht möglich erscheinen – und starb am Tag darauf.
Ein Abspiel in der Spanischen Partie, und zwar die Minckwitz-Variante mit dem ECO-Schlüssel C67, wurde nach Johannes Minckwitz benannt.

## Werke
- Das ABC des Schachspiels, Leipzig 1879.
- Humor im Schachspiel, Leipzig 1885.
- Der Entscheidungskampf zwischen W. Steinitz und J. H. Zukertort um die Meisterschaft der Welt, Leipzig 1886 (Nachdruck Zürich 1986, ISBN 3-283-00122-7).
- Der kleine Schachkönig, Leipzig 1889.
- außerdem: Turnierbücher zu Krefeld 1871, Düsseldorf 1876, Köln 1877, Frankfurt am Main 1878, Hamburg 1885.